# Battle Creek Knights
I Battle Creek Knights sono una società di pallacanestro statunitense con sede a Battle Creek, nel Michigan, e disputano la International Basketball League.

## Storia
Fondati nel 2004, disputano quattro campionati nella IBL, di cui si laureano campioni nel 2005, prima di approdare, nel 2008, nella PBL.
Dopo alcune controversie in merito alla finale persa con i Rochester Razorsharks, i Knights lasciano la PBL per far ritorno nella IBL nel 2010.

## Stagioni
| Stagione | Lega | Denominazione        | V  | P | %    | Piazzamento | Play-off   |
| -------- | ---- | -------------------- | -- | - | ---- | ----------- | ---------- |
| 2009     | PBL  | Battle Creek Knights | 18 | 2 | 90,0 | 1º          | Finale PBL |